# Pleurotoichus clathratus
Pleurotoichus clathratus är en mossdjursart som först beskrevs av Harmer 1902.  Pleurotoichus clathratus ingår i släktet Pleurotoichus och familjen Euthyrisellidae. Inga underarter finns listade i Catalogue of Life.